# Ateism

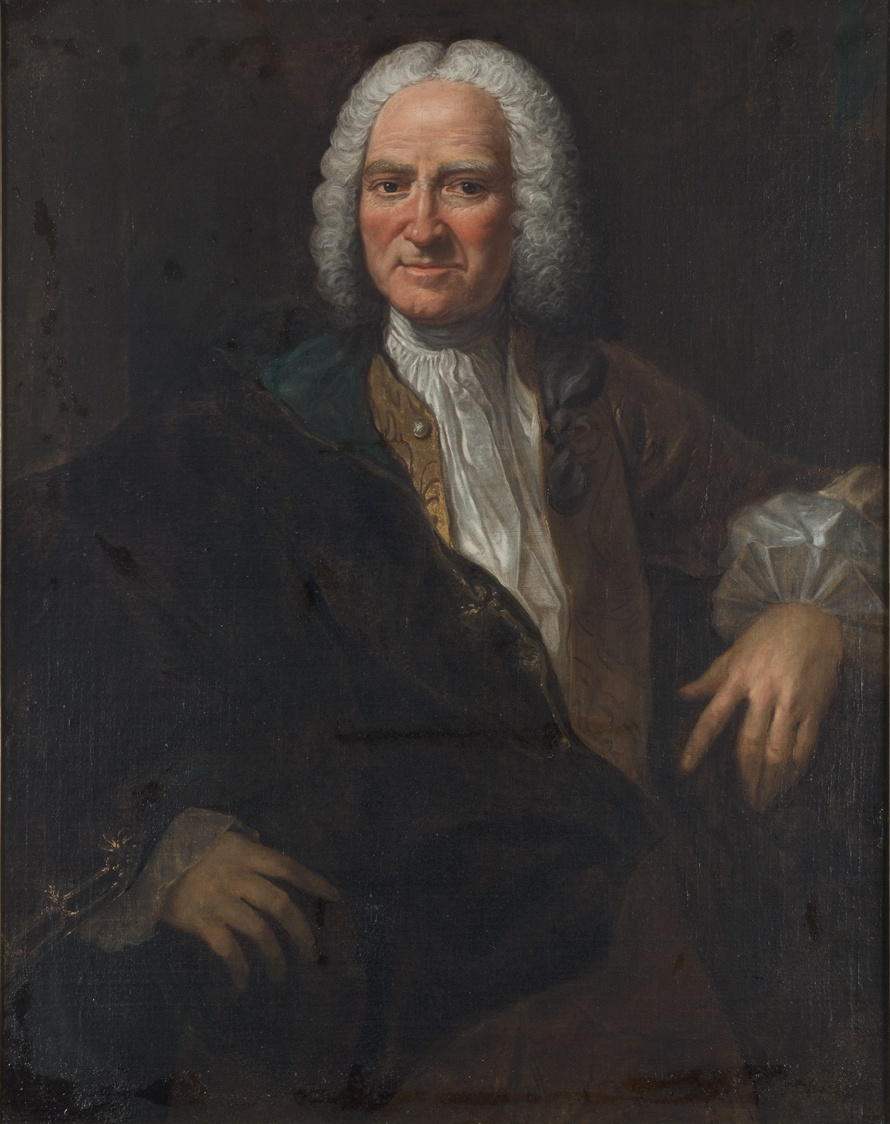
Baron d'Holbach, fransk 1700-talsförfattare, som var en av de första att beskriva sig själv som ateist, och som har betytt mycket för ateismens utveckling.

Ateism innebär avsaknad av eller avståndstagande från tro på någon gud, gudar och högre makter.
Begreppet ateism spänner från avsaknad av tro på någon eller några gudar (eller högre makter), till aktivt avvisande av sådana (se antiteism) samt preciseringar som ligger mellan dessa. Även andra definitioner finns såsom att ateism innebär att man menar att satsen "det finns en gud" är falsk, eller att man menar att satser om Gud är meningslösa.
Ateism är särskilt utbredd i starkt sekulariserade länder, exempelvis i västeuropeiska länder med hög utbildningsnivå samt i kommunistiska länder som har tillämpat statsateism.

## Etymologi

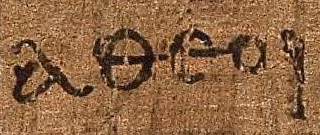
Det grekiska ordet ἄθεοι (atheoi), förekommer i Efesierbrevet 2:12 här som det ser ut i Papyri 46 från 200-talet. Detta är den enda förekomsten av ordet i Bibeln. Ordet översätts "[på den tiden var ni...] utan Gud" (Bibel 2000)

Ordet ateism är lånat, troligen via tyska Atheismus, från franska athéisme, ism-formen av athée, ’ateist, gudlös person’. Det är ytterst ett lån från klassisk grekiska ἄθεος (atheos), ’utan gud, gudlös’, av α- (a-), ’utan, icke-’, och θεο (theo"), ’gud’.
I den tidiga antika grekiskan infördes adjektivet atheos ursprungligen som en befolkningsstatistisk term som ungefärligt stod för "otrogen" eller "ogudaktig". Under 400-talet före Kristus började ordet att indikera en mer intentionell, aktiv gudlöshet i betydelsen att "klippa banden till gudarna" eller "förneka gudarna", i stället för den tidigare meningen "gudlös".
På engelska finns begreppet belagt sedan åtminstone 1577, dit ordet hade införts via franska athéisme. Under 1500- och 1600-talen användes ordet endast som förolämpning; ingen kallade sig själv för ateist. På svenska finns ordet ateism belagt sedan 1600-talet och det användes först i latiniserad form med latinsk böjning. 1654 nämns begreppet i kung Karl X Gustavs konungaförsäkran: "Den sigh til vppenbar ogudachtigheet och förargeligh Atheismum slår."
I upplysningens Europa under det sena 1700-talet började ordet återigen användas för att beskriva den egna trosuppfattningen. Välkända ateister såsom Baron d'Holbach (1770), Richard Carlile (1826), Charles Southwell (1842), Charles Bradlaugh (1876) och Annie Besant (1877) använde ordet ateism i betydelsen avsaknad av tro på Gud. Sedan dess har ateistiska tänkare och religionsfilosofer använt ordet i den betydelsen.

## Definitioner
Oxford English Dictionary (OED), Second Edition definierar ateism på följande sätt:
(Känna) misstro mot eller förnekande av existensen av en gud ("Disbelief in, or denial of, the existence of a god.")
Oxford English Dictionary försöker sedan definiera begreppen "misstro" (disbelief) och "förnekande" (denial):
Misstro (disbelief): att inte tro eller erkänna; att vägra ha tilltro till: en utsago eller ett (påstått) faktum; att avvisa sanning eller sakförhållande.
Förnekande (denial):
1. Bestrida eller motsäga (något förklarat eller påstått), att förklara det som osant eller ohållbart, eller inte vara vad det uppges vara.
2. Logiskt. Motsatsen till att bekräfta, att peka på det motsägelsefulla (i ett förslag).
3. Att vägra att erkänna sanningen (beträffande en doktrin eller princip), att tillbakavisa något som osant eller ogrundat, motsatsen till hävda eller bedyra.
4. Att vägra erkänna eller kännas vid (en person eller sak) om den/det skulle ha en viss egenskap eller legitima anspråk; att förneka, att förkasta, att bestrida, att avstå.
I samtliga fallen ovan krävs en viljeyttring eller ett ställningstagande från ateisten, som känner till att religionen finns och att anhängarna där strävar efter ett närmande till en gud. Ateisten måste förhålla sig till den existerande religionen på något sätt. Den som helt avstår från att tycka någonting alls, som i punkt fyra ovan, ligger närmast den definition av ateism som varken medför tror eller inte tro. Ontario Consultans on Religious Tolerance har utvecklat detta när de hävdar att den äkta ateisten är en person som helt enkelt är omedveten om guden. Han kan vara ett litet barn eller en mentalt efterbliven person som fullständigt saknar kunskap i denna fråga. Många ateister brukar därför säga att det inte finns någon gudom att tro på snarare än att de säger sig sakna tro på att gudomen existerar.
Begreppet ateism är delvis skilt från agnosticism, som är uppfattningen att det inte går att veta om det finns någon gud eller att få någon kunskap om densamma. Vissa inriktningar av så kallad svag ateism kan dock sägas vara närbesläktade med agnosticism. En del ateister menar att många av dem som kallar sig agnostiker i själva verket per definition är ateister, då de inte tror på gud, medan dessa agnostiker inte vill kalla sig ateister för att de inte kan motbevisa guds existens.
I Thomas Henry Huxleys ursprungliga, moderna definition av agnosticism betydde begreppet att förneka kunskap om tillvarons yttersta grunder. Historiskt har ordet ateist ofta använts även om dem som inte tillhört den dominerande religionen; exempelvis har judar i det kristna Europa definierats som ateister, och de muslimer korstågsfararna drog ut för att "befria" det heliga landet ifrån skälldes ömsom för att vara hedningar, ömsom för att vara ateister. Romarna kallade följaktligen även de kristna för ateister under de första århundradena e.Kr. eftersom de inte trodde på gudarna i det polyteistiska Rom.
Numera är det en vanlig uppfattning bland filosofer och religionsforskare att ateism är detsamma som svag ateism. I många sammanhang används begreppet ateism för att beteckna avsaknad av tro på gudar, till exempel den kristna Gud, guden Baal eller guden Shiva.

## Indelning

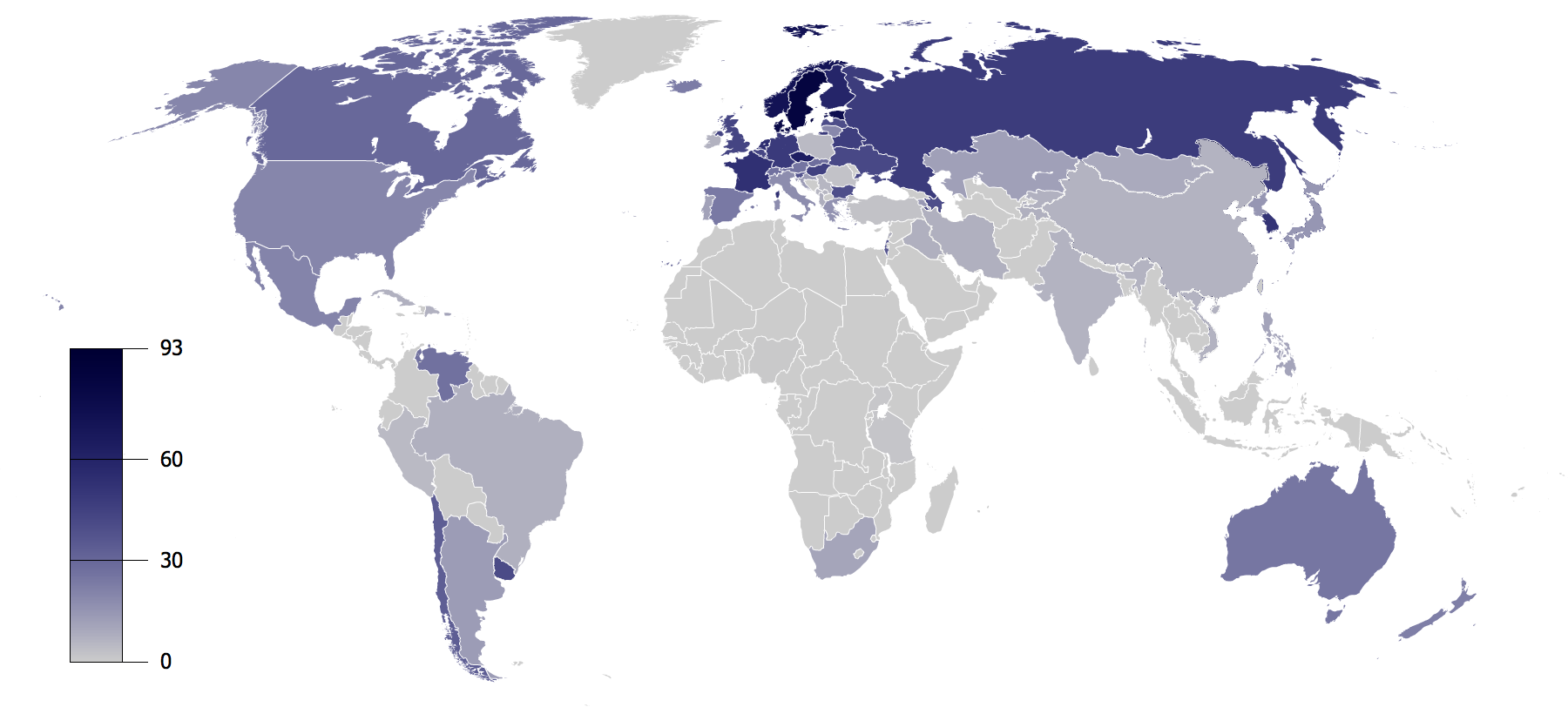
Andel icke-troende individer i världen. Mörkare = större andel icke-troende. Grått = data saknas. Uppskattningarna är inte pålitliga, till exempel för Kina varierar de mellan 8 % och 93 % i källorna som använts för kartan.

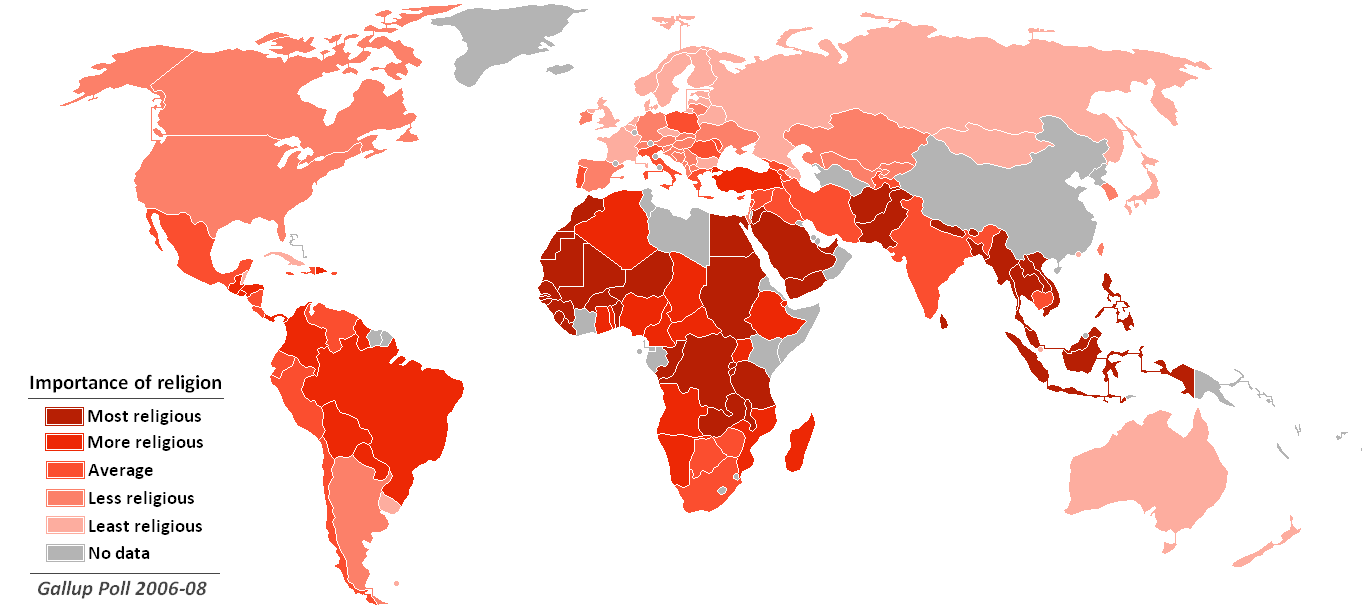
Betydelsen av religion i världen. Mörkast röd = de mest religiösa, ljusast röd = de minst religiösa. Grått = data saknas.

### Stark och svag ateism
I sammanhang då distinktioner mellan olika tolkningar av ordet ateism behöver göras brukar man dela upp ateismen i svag respektive stark ateism. Svag ateism kallas ibland för agnostisk ateism, negativ ateism eller implicit ateism. Stark ateism kallas ibland positiv ateism eller explicit ateism.
Svag ateism innebär avsaknad av tro på existensen av gudar. Stark ateism innebär att man har uppfattningen att gudar inte existerar och hävdar eventuellt att det även är ytterst osannolikt att det finns gudar, eller att det till och med finns bevis för att gudar inte existerar. Det innebär att en stark ateist samtidigt alltid är en svag ateist. Många ateister menar att det inte går att bevisa icke-existensen av gudar och att bevisbördan därför ligger hos dem som tror att gudar existerar.
Sammanfattningsvis används två begrepp: stark ateism och svag ateism. Svag ateism är en avsaknad av tro på en eller flera gudar. Stark ateism är en övertygelse om att det inte finns några gudar.
Svag ateism: saknar tro på att gudar finns
Stark ateism: tror att gudar inte finns

### Allmän och specifik ateism
Ateism kan också delas in i ateism i allmän mening och ateism i specifik mening. Ateism i allmän mening innebär att man tar ställning till alla gudar medan ateism i specifik mening tar ställning till en personlig gud som är allvetande, allsmäktig, god och skapare av himmel och jord. Ateism i allmän respektive specifik mening finns både i en negativ och en positiv form. Exempelvis är en negativ ateist i specifik mening en person som inte tror på en personlig gud av det slag som just beskrivits. En panteist är ett exempel på en sådan ateist, trots att det inte är säkert att någon panteist skulle acceptera etiketten ateist om sig själv. Cartesius och Spinoza trodde samtliga på tesen att gud och universum är samma sak, och beskrev var och en för sig i vilken mening de ansåg sig vara religiösa. Ingen av dem beskrev sig själv som ateist.

### Icke-kognitivistisk ateism
Icke-kognitivism är åsikten att ordet "Gud" är språkligt meningslöst. Charles Bradlaugh beskrev ateistisk icke-kognitivism: "The [non-cognitivist] Atheist does not say 'There is no God', but he says: 'I know not what you mean by God; I am without the idea of God; the word "God" is to me a sound conveying no clear or distinct affirmation'". För en icke-kognitivistisk ateist är påståenden som "Gud existerar" eller "Gud existerar inte" meningslösa. Därför kan en sådan ateist inte räknas som en stark ateist men däremot som en svag ateist. Ytterligare en aspekt är att en person kan ha olika typer av ateistiska uppfattningar i förhållande till olika gudsbegrepp.

### Ateism och agnosticism
Liksom för ordet ateism finns flera olika tolkningar av begreppet agnosticism. En vanlig uppfattning är att en agnostiker är en person som varken tror eller inte tror att Gud existerar. Sådan agnosticism är kompatibel med svag ateism, det vill säga att det ligger ingen motsägelse i att vara både agnostiker i denna betydelse och svag ateist samtidigt.
Ordet agnosticism introducerades av T.H. Huxley som enkelt uttryckt menade att man inte vet om man kan veta något om Guds existens. Denna innebörd kan kallas för agnosticism i egentlig mening. En agnostiker i den meningen kan även vara ateist eller teist. Agnosticism i den meningen handlar alltså inte om att tro eller inte tro på Gud utan är enbart ett ställningstagande till möjligheten att veta någonting om Guds existens.
Vissa agnostiker anser dock att ordet agnosticism innebär mer än detta, nämligen att en agnostiker dessutom varken tror eller inte tror att Gud eller gudar existerar eftersom man menar att gudars existens inte kan bevisas eller motbevisas på rationella grunder. Den betydelsen av ordet är kompatibel med svag ateism.

## Förekomst och opinioner

Andel självidentifierade ateister i Europa, enligt data från en Eurobarometer genomförd år 2019.

| Stat, rankning                     | Andel icke-troende |
| ---------------------------------- | ------------------ |
| 1. Tjeckien                        | 76,4 %             |
| 2. Nordkorea                       | 71,3 %             |
| 3. Estland                         | 59,6 %             |
| 4. Japan                           | 57,0 %             |
| 5. Kina                            | 52,2 %             |
| 6. Sydkorea                        | 46,4 %             |
| 7. Lettland                        | 43,8 %             |
| 8. Nederländerna                   | 42,1 %             |
| 9. Uruguay                         | 40,7 %             |
| 10. Nya Zeeland                    | 36,6 %             |
| 11. Mongoliet                      | 35,9 %             |
| 12. Vietnam                        | 29,6 %             |
| 13. Belgien                        | 29,0 %             |
| 14. Belarus                        | 28,6 %             |
| 15. Frankrike                      | 28,0 %             |
| 16. Storbritannien                 | 27,8 %             |
| 17. Sverige                        | 27,0 %             |
| 18. Luxemburg                      | 26,8 %             |
| 19. Tyskland                       | 24,7 %             |
| 20. Australien                     | 24,2 %             |
| 21. Kanada                         | 23,7 %             |
| 22. Kuba                           | 23,0 %             |
| 23. Schweiz                        | 20,9 %             |
| 24. Botswana                       | 20,6 %             |
| 25. Finland                        | 19,1 %             |
| Källa: Pew Research Center (2010). |                    |

### Ateism och religiositet i Sverige och världen
Andelarna religiösa och icke-troende skiljer sig starkt mellan olika delar av världen. Generellt sett är andelen icke-troende högre ju rikare ett land är och ju högre den genomsnittliga utbildningsnivån är. Sverige är enligt en rad studier ett av världens minst religiösa och mest ateistiska länder. En religionssociologisk studie visar att 17 % av Sveriges befolkning kallar sig ateister, och mellan 46 % och 85 % av Sveriges befolkning kan kategoriseras som ateistisk, agnostisk eller icke-troende på en personlig gud. 
Enligt en Gallup-undersökning från 2009, så var Sverige världens näst minst religiösa land, efter Estland. I Sverige höll endast 17 % med om att "religionen är en viktig del i mitt dagliga liv". De lägsta värdena i övrigt fanns i Norden, Östasien och Europa. De högsta värdena, där uppemot 100 % av befolkningen svarade att religion var viktigt i det dagliga livet, återfanns i Mellanöstern, Centralafrika och Sydasien.
Få människor identifierar dock sig själva som ateister; för Sverige gäller det enligt två olika undersökningar 6,7 % eller 17 % av befolkningen. De allra flesta individer befinner sig någonstans mellan bokstavstrogen religiositet och ateism. Det kan innebära att de antingen är agnostiker eller liberala kristna, vilka ofta tenderar att se Bibelns ord som bildliga snarare än bokstavliga. I Sverige uppger dock 28 % respektive 31 % att de saknar gudstro i två SIFO-undersökningar som utförts på uppdrag av den kristna tidningen Dagen.
Hur många som är ateister, icke-troende eller religiösa mäts oftast genom att fråga enskilda om de är troende, om de beskriver sig själva som ateister eller liknande. Att mäta andelen troende och icke-troende i olika samhällen genom att ställa frågor kan dock vara svårt, dels för att begrepp som Gud, religiös eller ateist inte har samma innebörd i alla kulturer, dels för att svaren påverkas av både sociala, kulturella och politiska konventioner. En annan metod för att avgöra vad individer verkligen tror på är att studera hur de handlar snarare än vad de säger. Detta sätt att bedöma människors tro och värderingar på kallas för avslöjad preferens.
En undersökning gjord år 2016 av SOM-institutet fann att 23 % av Sveriges befolkning är positiva till ateism, med skillnader mellan åldersgrupper: 39 % av gruppen 15–29-åringar är positiva till ateism och 14 % för 65–85-åringar.

### Sekularisering och ökad förekomst av ateism
Med tiden har religion blivit en privatsak, kyrka och stat skilts och de religiösa inslagen i det officiella samhället minskat i många länder, en process som kallas för sekularisering. Sekularisering ska inte sammanblandas med minskad religiositet; dock karakteriseras sekulariserade länder av avtagande religiositet, en process som har pågått sedan flera hundra år framför allt i länder med hög utbildningsnivå, progressiva värderingar och hög ekonomisk trygghet, men även i totalitära kommunistiska länder där religionsutövande förföljts och hindrats straffrättsligt. Sekulariseringsprocessen kan mätas såväl i hur många som anger sig vara ateister eller religiösa, i människors attityder på andra områden, i politiska reformer, liksom i förändringar av individernas beteende. Sekulariseringen fortgår sett i en längre tidsskala men processen har periodvis gått i motsatt riktning eller gått långsammare än vad flera tidigare bedömningar gjorde gällande.

#### Statsateism och ateistiskt motiverad religionsförföljelse
Statsateism infördes en kort period i samband med franska revolutionen samt i kommunistiska länder, bland annat Sovjetunionen, Socialistiska folkrepubliken Albanien och Kina. Statsateism har ofta inneburit begränsad religionsfrihet, religionsförföljelse, stängning av kyrkor och moskéer, förbud mot religiösa symboler, och förbud mot religiös mission, i synnerhet riktad till barn.
Frankrikes avkristnande är en vanlig beteckning på politiska kampanjer mot katolska kyrkan som genomfördes av olika regeringar i Frankrike från franska revolutionens inledning 1789 fram till Konkordatet av 1801 (en överenskommelse mellan Napoleon och påven). Mål med avkristnandet var förstörelse av katolsk religionsutövning och religionen själv, och/eller att eliminera allt som uppfattades som symboler för monarkin och det gamla samhället. Exempel på åtgärder som genomfördes var avrättning och deportering av präster; beläggande av skyddande av präster med dödsstraff; storskalig förstörelse av religiösa monument; bränning, plundring och stängning av kyrkor; kriminalisering av offentlig och privat religionsutövning och religiös utbildning; tvångsäktenskap för präster; samt tvångsavsvärjande av prästerskapet. Det har förekommit en omfattande vetenskaplig debatt om huruvida rörelsen hade folkligt stöd eller var påtvingad på medborgarna av makthavare. Konkordatet låg till grund för den senare och mindre radikala Laïcitérörelsen, och förbud mot religiösa symboler i det offentliga än idag i Frankrike, exempelvis dagens slöjförbud.
I Folkrepubliken Albanien var all religionsutövning förbjuden. Bland annat kunde albaner i skolor och på arbetsplatser tvingas äta t.ex. griskött för att bevisa att man inte utövade islam, som är den största religionen i landet.

#### Dödsstraff för ateism
Ateism är belagt med dödsstraff enligt sharialagar i tretton länder. De är:
- Afghanistan
- Iran
- Jemen
- Malaysia
- Maldiverna
- Mauretanien
- Nigeria
- Pakistan
- Qatar
- Saudiarabien
- Somalia
- Sudan
- Förenade arabemiraten

Dödsstraffet tillämpas inte i alla dessa länder, men det förekommer att religiösa extremister mördar ateister och humanister.

## Organiserad ateism och humanism
I Sverige organiserade sig länge ateister och agnostiker i Human-etiska förbundet. Idag har Human-etiska förbundet bytt namn till Humanisterna. Humanisterna har ökat i medlemstal och synlighet de senaste åren. Även i många andra länder verkar humanistiska eller andra rörelser som förespråkar sekularisering. Norge är ett land med mycket höga medlemskap i humanistiska organisationer. Internationellt finns en paraplyorganisation som heter International Humanist and Ethical Union (IHEU) och som bildades av Unescos dåvarande generalsekreterare Julian Huxley.
IHEU har bevakningsstatus i Unesco och flera andra av FN:s församlingar. I många länder där religionen fortfarande har stort inflytande över politiken är ateistiska eller sekulärt förespråkande sammanslutningar betydligt mer politiska och radikala. I vissa muslimska länder är medlemskap i ateistiska sammanslutningar i praktiken förbjudet och kan resultera i förföljelser. Även i vissa starkt religiösa områden i USA utsätts ateister för trakasserier och har svårt att få jämlik tillgång till politisk representation.

## Logisk grund

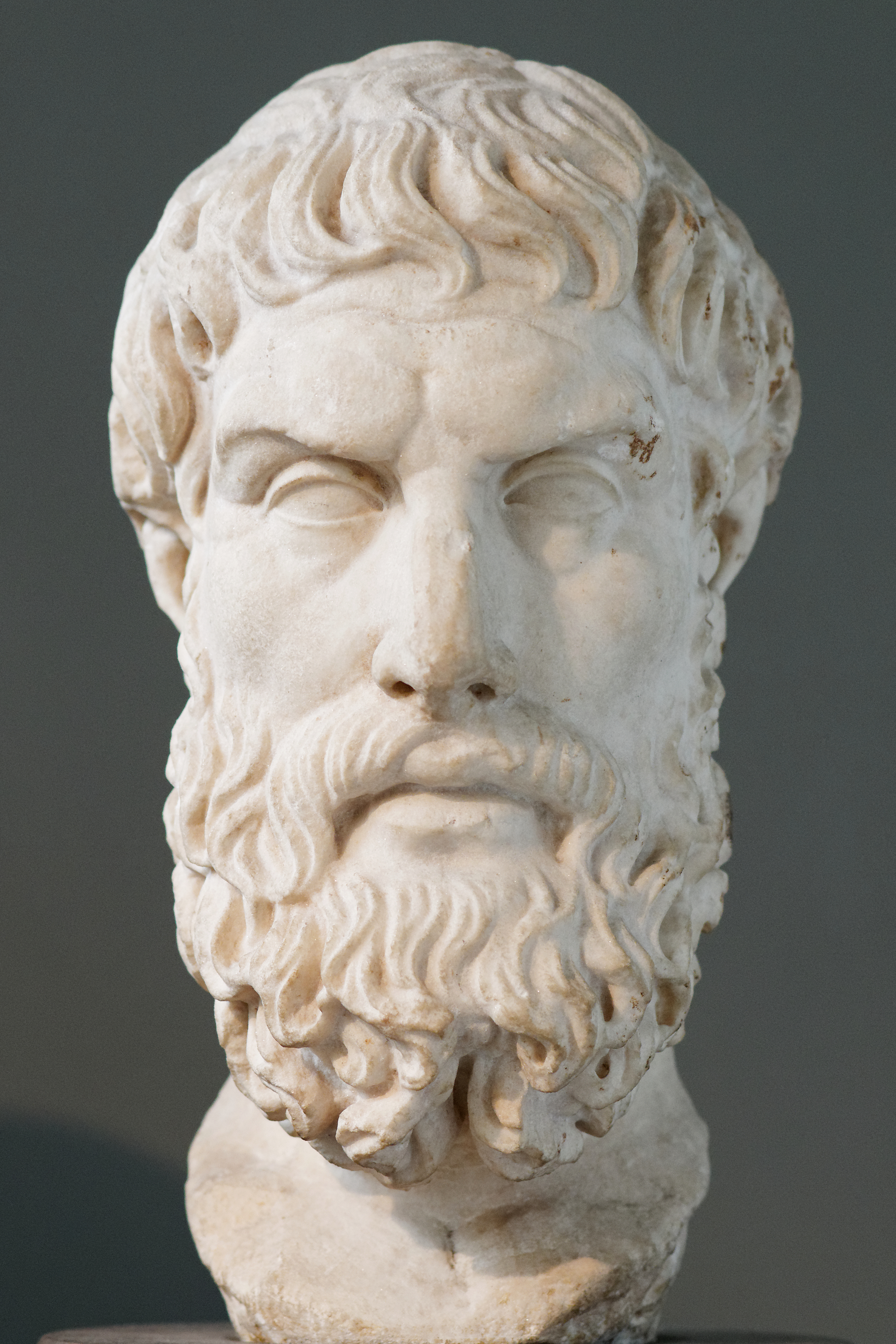
Den ateistiske filosofen Epikuros argumenterade mot guds existens med hjälp av ondskans problem. David Hume sammanfattade senare Epikuros argument som en serie frågor:
"Är Gud villig att förhindra ondskan men saknar förmågan? Då är han inte allsmäktig. Har han förmågan men är ovillig? Då är han själv ondskefull. Har han både förmågan och är villig? Varför består i så fall ondskan?"

Den mest basala uppdelningen av de bakomliggande skälen för ateism går mellan praktisk och teoretisk ateism.

### Praktisk ateism
Inom praktisk eller pragmatisk ateism, även känd som apateism, lever individer såsom inga gudar existerar och förklarar fenomen i världen utan att hänvisa till övernaturliga krafter. Den möjliga existensen av gudar avvisas inte men kan betraktas som onödig eller oanvändbar; gudar tillför ingen mening till livet, inte heller påverkar de det vardagliga livet, enligt denna uppfattning.
En form av praktisk ateism med implikationer för forskning och vetenskap är metodologisk naturalism - "den inom den vetenskapliga metoden icke uttalade utgångspunkten av metafysisk naturalism vare sig denna utgångspunkt erkänns fullt ut eller ej".
Praktisk ateism kan anta flera former:
- Frånvaro av religiös motivation - gudstro krävs inte för att motivera moraliskt handlande;
- Aktiv exklusion av problem med gudar och religion vad gäller intellektuell förkovran och praktiskt handlande;
- Likgiltighet - frånvaro av intresse för gudar och religion, eller filosofiska problem med dessa;
- Okunskap om gudar som koncept eller fenomen[35]

### Teoretisk ateism
Teoretisk ateism är ateism som grundar sig på uttalade argument mot existensen av gudar. De teoretiska skälen för att förkasta gudar är många och antar olika former. Några av de vanligaste typerna av argument är logiska, ontologiska, epistemologiska, psykologiska och sociologiska argument.

#### Ontologiska och epistemologiska argument
Epistemologisk ateism argumenterar för att människor inte kan veta något om gudar eller att gudarnas existens inte går att veta något om.
Grunden för epistemologisk ateism är agnosticism, vilken antar flera former. Inom den filosofiriktning som diskuterar immanens, betraktas gudomlighet som oskiljbart från världen i sig, inklusive en persons psyke. Varje persons medvetande är instängt i Subjektet. Enligt denna form av agnosticism förhindrar personens begränsade perspektiv alla objektiva slutledningar: från och med tro på gudar till påståendena om deras existens.
Inom den rationalistiska agnosticism som företräddes av Immanuel Kant accepteras endast sådan kunskap som erhållits med det mänskliga förnuftet. Denna form av ateism framhåller att gudar rent principiellt inte kan urskiljas och att det därför inte går att veta om de existerar. Den skepticism som bygger på David Hume framhåller vidare att absolut kunskap inte är möjlig, och att det därför inte går att veta något om Guds eventuella existens. Att på detta sätt betrakta agnosticismen som en delmängd av ateism är kontroversiellt, agnosticism kan även betraktas som en självständig, grundläggande trosuppfattning.
Andra argument för ateism som kan klassas som epistemologiska eller ontologiska, inklusive logisk positivism och ignosticism, framhåller det meningslösa eller obegripliga hos grundläggande termer som "gud". Påståenden som "gud är allsmäktig" betraktas som betydelselösa. Inriktningen teologisk icke-kognitivism menar att satsen "Gud existerar" inte uttrycker ett giltigt påstående om något. Sådana satser är istället kognitivt meningslösa. Det har argumenterats både för och emot att denna och liknande filosofiska inriktningar ska klassificeras som ateistiska sådana.

#### Metafysiska argument
En skribent beskriver metafysisk ateism så här:
"Metafysisk ateism... inkluderar alla uppfattningar som grundar sig i metafysisk monism (verklighetens homogenitet). Metafysisk ateism kan vara antingen: 
a) absolut - ett explicit förnekande av gudars existens som associeras med materialistisk monism (detta omfattar alla materialistiska trendriktningar, både antika och moderna);
b) relativ - det implicita förnekandet av gudar inom alla filosofier som, medan dessa erkänner existensen hos något absolut, tänker de sig det absoluta såsom utan de attribut som tillhör en gud: transcendens, en personlig karaktär eller koherens. Relativ ateism hänger samman med idealistisk monism (panteism, panenteism, deism)."

#### Logiska argument
Logisk ateism framhåller bland annat de sinsemellan olika föreställningarna om gudar samt att gudarna besitter logiskt inkonsekventa kvaliteter. Sådana ateister grundar sig sålunda på deduktiva argument mot existensen av gudar. De framhåller hur gudarnas många tillskrivna egenskaper är omöjliga att kombinera, exempelvis egenskaper såsom perfektion, skapare-status, immutabilitet, fullständig kunskap, allsmäktighet, absolut godhet, transcendens, personskap och barmhärtighet.

## Kritik av ateism
Man kan dela in argument mot ateism i ett antal kategorier: argument som pekar på negativa konsekvenser för individen och samhället av avsaknaden av tro, inklusive argument som pekar på skillnader mellan ateisters och teisters moral och handlingar och konsekvenser av materialistiska ideologier; argument för att ateism enbart är en trosuppfattning utanför vetenskapens domän; argument för Guds existens (se Gudsbevis); samt motargument mot ateisters religionskritik.
Kritiker mot ateism beskriver ibland den moderna sekulära människan som mer olycklig än människor i andra delar av världen eller i andra tider, trots god fysisk hälsa och materiell standard. Litteraturprofessorn Torsten Pettersson menar till exempel att barn, sjuka och äldre kommer i kläm i det sekulariserade samhället, eftersom den vuxna individens behov sätts i centrum, samhället sexualiseras, skilsmässor är vanligare och omsorg överlåts på institutioner istället för familjen samt kriminalitet och drogmissbruk ökar. Dock har till exempel Richard Dawkins påpekat att oavsett hur tilltalande eller motbjudande tanken på en guds existens är så är det inget hållbart argument för eller mot en guds existens eftersom det i sig inte påverkar sannolikheten för en guds existens. Dawkins hävdar även i sin bok Illusionen om Gud (The God Delusion) att moral och etik inte har kopplingar till religioner och ideologier, och att moral och etik inte baseras på äkta altruism (psykologisk altruism) utan enbart på reciprok altruism som gynnar individens gener.[källa behövs] Moral är enligt Dawkins istället någonting vi alla har inom oss oberoende av trosuppfattning. Som exempel tar han upp i Illusionen om Gud att de mest religiösa staterna i USA är de som toppar statistiken när det gäller mord, våldtäkter etc.
Det faktum att det har funnits totalitära och auktoritära stater som har varit officiellt ateistiska, som till exempel Albanien under Enver Hoxha, används av en del debattörer som ett argument mot ateismen. Motkritiken är dock att dessa stater visserligen har varit ateistiska, men att ateismen inte har något med det faktum att de var totalitära. och Richard Dawkins menar att Hitlers och Stalins regimers brott grundar sig i en politisk dogmatism (som enligt Harris liknar religion, det vill säga en sorts teokratier), inte i att de var motståndare till religion.
En utbredd uppfattning bland teister och agnostiker men som även förekommer bland ateister, är att frågan om Guds (eller gudars) existens aldrig konklusivt kan betraktas som avgjord genom filosofiska eller vetenskapliga argument. Ämnet befinner sig enligt dessa utanför vetenskapens domän (se demarkationsproblemet). Ateismen beskrivs därför av vissa som en hållning grundad på antaganden i samma grad som religioner bygger på tro[källa behövs]. Andra menar att denna kritik missförstår att ateism i grund och botten är avsaknad av tro[källa behövs] eller att man inte behöver bevisa att Gud inte finns, eftersom bevisbördan ligger hos den troende[källa behövs] (se Probatio Diabolica och Russells tekanna). Det finns också ateister såsom Richard Dawkins och Victor J. Stenger som menar att vetenskapen kan ge belägg för eller mot Guds existens, under förutsättning att Gud har effekter i den fysiska verkligheten. Ateism är heller inte samma sak som materialism eller sekularism, även om dessa begrepp kan förenas.
Det teleologiska argumentet för guds existens innebär att livet eller universum är så komplext och ändamålsenligt att det måste vara skapat. Exempelvis menar den före detta ateistiske tänkaren Antony Flew att det avgörande argumentet för hans omvändelse till deism var att DNA-molekylens och livets uppkomst fortfarande inte har fått en tillfredsställande naturvetenskaplig förklaring. Han hävdade tidigare att man bör förutsätta ateism så länge bevis på en Gud saknas. Han står fortfarande bakom denna evidensbaserade hållning, även om han på senare år har blivit övertygad om att sådana bevis existerar. Detta är en variant av urmakaranalogin. Richard Dawkins menar att hur osannolikt, komplext och ändamålsenligt universum och livet än verkar så måste en skapare av allt detta vara mer osannolik och komplex än sin skapelse och därför mycket mindre sannolik. Detta argument kallas den ultimata Boeing 747:an och leder via frågan "Vem eller vad skapade skaparen?" till ett cirkelargument om oändlig regress.